# Шумов, Владимир Георгиевич
Владимир Георгиевич Шумов (1941, Сайрамский район, Южно-Казахстанская область — 18 мая 2020, Москва) — политический деятель Казахстана и России, министр внутренних дел Республики Казахстан.
- Начальник Управления Президента Российской Федерации по вопросам гражданства
- Заместитель председателя Комиссии по вопросам гражданства при Президенте Российской Федерации.
- Бывший заместитель руководителя Территориального управления федеральных органов исполнительной власти в Чеченской Республике (в ранге заместителя министра Российской Федерации).
- Генерал-полковник милиции[1].
- Заслуженный сотрудник органов внутренних дел Российской Федерации.

## Биография
Родился в 1941 году в селе Нижний Машат Сайрамского района Чимкентской области Казахстана. Русский.
Окончил Карагандинскую высшую школу МВД СССР и Академию МВД России (1992) — заочно, «с отличием», юрист, правовед.
Трудовую деятельность начал в 1958 г. на Чимкентском гидролизном заводе. (рабочий-строитель, монтажник, рабочий шахты и рудника «Молодёжный» Каратауского ГОКа, служил в Советской армии.)
- С 1963 года — после службы в армии работал на Чимкентском гидролизном заводе.
- В 1965—1969 — оперуполномоченный уголовного розыска по делам несовершеннолетних, начальник Ойтанского поселкового отделения милиции.
- В 1969—1972 — начальник отделения милиции станции Мерке.
- В 1972—1979 — начальник ГОВД г. Жанатас.
- В 1979—1984 — зам. начальника УВД Джамбулской области.
- В 1984—1988 — зам. начальника УВД Семипалатинской области.
- В 1988—1992 — начальник УВД Уральской области.
- В апреле 1992 — сентябре 1994 — министр внутренних дел Казахстана.
- 17 июня 1993 года — Назначен членом Совета безопасности Республики Казахстан (Указ Президента Республики Казахстан от 17 июня 1993 года[3])
- В декабре 1994—1996 гг. — заместитель начальника Главного управления обеспечения общественного порядка МВД России.
- Одновременно в январе 1995 — июне 1996 гг. являлся заместителем руководителя территориального органа исполнительной власти Российской Федерации по Чеченской Республике в ранге заместителя Министра Российской Федерации, исполнял обязанности Министра внутренних дел Чеченской Республики.
- В 1996—1997 гг. — советник Главного управления Президента Российской Федерации по вопросам государственной службы и кадров; начальник административного отдела Административно-хозяйственного управления Администрации Президента Российской Федерации.
- В 1997—1998 гг. — заместитель начальника Управления кадров Администрации Президента Российской Федерации.
- С марта 1998 по 2004 — начальник Управления Президента Российской Федерации по вопросам гражданства.
- С 2004 по 2020 — заместитель начальника Управления Президента Российской Федерации по обеспечению конституционных прав граждан.

## Награды
- Орден Мужества (1995)
- Орден Почёта
- Орден Дружбы
- Медали
- Ведомственные знаки отличия

## Семья
Отец — военнослужащий, умер в 1984 г.
Мать — Екатерина Артемовна. Сестра.
Женат. Жена — Наталья Николаевна, окончила технологический техникум в г. Ташкент.
Две дочери. Сын.
Владел казахским и родным (русским) языками.